# Yüksək dəstə 2005-2006
La Yüksək dəstə 2005-2006 è stata la 14ª edizione della massima serie del campionato di calcio azero disputato tra il 12 agosto 2005 e il 30 maggio 2006 e concluso con la vittoria del FC Baku, al suo primo titolo.
Capocannoniere del torneo fu Yacouba Bamba (FK Karvan) con 16 reti.

## Formula
Al campionato avrebbero dovuto partecipare 16 squadre ma FK Shamkir, Karat Baku e Energetik Mingacevir si ritirarono prima dell'inizio del torneo per motivi economici. Venne così ammesso il MOIK Baku nelle cui file giocavano diversi giocatori delle nazionali giovanili under 19 e under 21.
I 14 club giocarono un turno di andata e ritorno per un totale di 26 partite con le ultime due retrocesse in Birinci Divizionu.
Le squadre qualificate alle coppe europee furono quattro. La vincente si qualificò alla UEFA Champions League 2006-2007, la seconda e la vincitrice della coppa nazionale alla Coppa UEFA 2006-2007 e un'ulteriore squadra partecipò alla Coppa Intertoto 2006.
L'AMMK Baki cambiò nome in Olimpik Baku

## Classifica finale
|                        | Pos. | Squadra                 | Pt | G  | V  | N | P  | GF | GS | DR  |
| ---------------------- | ---- | ----------------------- | -- | -- | -- | - | -- | -- | -- | --- |
| Azerbaigian (bandiera) | 1.   | FK Baku                 | 58 | 26 | 18 | 4 | 4  | 42 | 12 | +30 |
|                        | 2.   | FK Karvan               | 57 | 26 | 17 | 6 | 3  | 50 | 9  | +41 |
|                        | 3.   | Neftçi Baku             | 54 | 26 | 15 | 9 | 2  | 51 | 16 | +35 |
|                        | 4.   | İnter Baku              | 50 | 26 | 14 | 8 | 4  | 35 | 14 | +21 |
|                        | 5.   | Qarabag Agdam           | 40 | 26 | 12 | 4 | 10 | 32 | 32 | 0   |
|                        | 6.   | PFC Turan Tovuz         | 38 | 26 | 11 | 5 | 10 | 27 | 21 | +6  |
|                        | 7.   | Xäzär Länkäran          | 36 | 26 | 9  | 9 | 8  | 27 | 18 | +9  |
|                        | 8.   | FC Sahdag Qusar         | 35 | 26 | 10 | 5 | 11 | 26 | 36 | -10 |
|                        | 9.   | FK MKT Araz Imisli      | 35 | 26 | 9  | 8 | 9  | 31 | 36 | -5  |
|                        | 10.  | FK Gäncä                | 28 | 26 | 7  | 7 | 12 | 35 | 46 | -9  |
|                        | 11.  | Gänclärbirliyi Sumqayit | 27 | 26 | 6  | 9 | 11 | 25 | 37 | -12 |
|                        | 12.  | Olimpik Baku            | 23 | 26 | 5  | 8 | 13 | 15 | 27 | -12 |
|                        | 13.  | MOIK Baku               | 9  | 26 | 2  | 3 | 21 | 13 | 67 | -54 |
|                        | 14.  | Göyäzän Qazax           | 9  | 26 | 0  | 9 | 17 | 14 | 52 | -38 |

Legenda:

      Campione d'Azerbaigian
      Qualificata alla Coppa UEFA
      Qualificata alla Coppa Intertoto
      Retrocessa in Birinci Divizionu
Note:

Tre punti a vittoria, uno a pareggio, zero a sconfitta.

## Verdetti
- Campione: FK Baku
- Qualificata alla Champions League: FK Baku
- Qualificata alla Coppa UEFA: Qarabag Agdam, FK Karvan
- Qualificata alla Coppa Intertoto: FK MKT Araz Imisli
- Retrocessa in Birinci Divizionu: MOIK Baku, Göyäzän Qazax

## Classifica marcatori
| Gol |  |  | Giocatore        | Squadra                    |
| --- |  |  | ---------------- | -------------------------- |
| 16  |  |  | Yacouba Bamba    | FK Karvan                  |
| 15  |  |  | Ahmed Tijani     | FC Sahdag Qusar            |
| 12  |  |  | Pathé Bangoura   | Gänclärbirliyi Sumqayit    |
| 12  |  |  | Nadir Näbiyev    | Neftçi Baku                |
| 11  |  |  | Branimir Subaşiç | Neftçi Baku                |
| 10  |  |  | Samir Musayev    | Qarabag Agdam              |
| 9   |  |  | Samir Äliyev     | Xäzär Länkäran, Inter Baku |
| 9   |  |  | Irakli Beraia    | FK Gäncä, Qarabag Agdam    |
| 9   |  |  | Tomislav Misura  | Neftçi Baku                |